# Палеа Камени
Палеа Камени (грчки грч. ) је једно од острва у групацији Киклада у Грчкој. Управно припада округу Киклади и Периферији Јужни Егеј. Палеа Камени спада у тзв. мања острва Санторинија и припада општини Оја са седиштем на Санторинију.
Острво се налази пар километара западно од Санторинија и има око 0,6 km². Острво је младо и настало је после подземне ерупције око нове ере, са честим каснијим ерупцијама, па је острво било и остало ненасељено. Због свог начина настанка острво је веома посећено од стране туриста са суседног Санторинија.

## Историја
Палеа Камени настало је серијом вулканских ерупција између 197. године пре нове ере и 47. године нове ере. Појава острва први пут је забележена у часопису римског научника Касија Диона, који је написао „Ове године [47. н.е.] мало острвце, до сада непознато, појавило се близу острва Тера.“ Острво је постепено нарастало даљом вулканском активношћу, иако су директне ерупције престале до краја 1. века нове ере. Све до 726. године на њему нису регистровани знакови вулканске активности, када се догодила експлозивна ерупција пловућца. Вулканска активност је затим поново престала све до 1500-их, када је развој острва Неа Камени проузроковао повећану вулканску активност на њему. Јевсевије Кесаријски, Јустин, Страбон и Плутарх наводе да је острво настало из мора 197. пре нове ере и да је добило име Хиера (старогрчки: Ιερα), име које се у антици често давало вулканским планинама. Страбон је навео и да је пламен избијао из мора четири дана и да је формирано острво од 12 стадија или 1,5 миље (2,4 km) у обиму.
Острво се налази југозападно од Неа Каменија. Иако је највећим делом ненасељено, на њему се налази неколико објеката (укључујући и малу цркву). Због недостатка добрих лука, већина рекреативних пловила не зауставља се на острву, иако туристи могу допливати до њега са оближњег Неа Каменија. Као и веће острво на истоку, Палеа Камени је ретко обрасла сукулентима. Острво има једног становника и стадо коза. На острву се налази и топли извор.